# Gonzalo Castillejos
Gonzalo Rubén Castillejos (Leones, 5 marzo 1986) è un calciatore argentino, attaccante del Sarmiento de Leones.

## Caratteristiche tecniche
È un centravanti.

## Palmarès

### Club

#### Competizioni nazionali
- Primera B Nacional: 1

Rosario Central: 2012-2013

### Individuale
- Capocannoniere della Primera B Nacional: 1

2011-2012 (26 reti)